# Книга про бешкетників

Обкладинка українського видання роману Е.Нізюрського "Книга про бешкетників". 1959 рік

«Книга про бешкетників» (пол. Księga urwisów), 1954 — пригодницький роман Едмунда Нізюрського для юнацтва.
Дія твору відбувається в селі Вільчков поблизу міста Кельці у часи ранньої Польської Народної Республіки. Головні герої - шестикласники вільчковської школи Віктор Стопа та Каролик Рудньок. Разом з друзями хлопці переживають низку небезпечних пригод, намагаючись вислідити та знешкодити диверсантів, які мають намір затопити шахту і вивести з ладу мідний рудник.
Книга з’явилася наприкінці ери сталінізму,  за перших ознак відлиги. З одного боку, вона просякнута характерною для того часу пропагандою: спроби утворення сільськогосподарського кооперативу в селі та піонерської дружини у школі показані в позитивному ключі, а селянин Осух, який висловлювався проти колективізації, викликає явну антипатію. До того ж, син Осуха виявився злодієм, що викрав на руднику проводи, які диверсанти намагалися використати для підриву загати. З іншого боку, автор одним з перших зламав схеми соціалістичного реалізму в дитячій літературі.  Його персонажі  б’ються і сваряться, схильні до пустощів і шахрайських витівок, не дуже добре навчаються. Так само реалістично в романі показані міжособистісні стосунки персонажів у селі, школі та родині.
.
У 1955 році за «Книгу про бешкетників» Нізюрський  отримав Премію Прем'єр-міністра за твори для молоді.
У 1959 році київське видавництво «Дитвидав» видало «Книгу про бешкетників» українською мовою у перекладі О.Федосенка.

## Персонажі
- Віктор Стопа – шестикласник із Вільчкова, напівсирота (батько загинув під час Другої світової війни), живе з матір’ю та сестрами в родині старого Осуха, який виступає проти колективізації.
- Кароль (Каролик) Рудньок – шестикласник, син гірничого інженера із Сілезії, найближчий друг Віктора
- Антось Батура –  шестикласник, син і онук коваля, диктатор класу та редактор шкільної стінгазети
- Францішек Мікса – шестикласник, ватажок хуліганів
- Гондера – молодий вчитель біології, активіст Спілки польської молоді
- Сондей – улюблений вчитель математики та географії, прихильник колективізації
- Зайончковський – директор школи
- Кропа - шкільний двірник, спочатку вважався грубіяном і пияком. Пізніше з'ясувалося, що його донька загинула через шкільних розбишак, і тому він не любив хлопчаків
- Вцісло – начальник поштового відділення, розташованого в тій же будівлі, що і школа
- Стефек Голя – семикласник, захоплюється спортом, приятель Віктора.

## Екранізації
За мотивами роману у 1954 році був знятий фільм під назвою «Таємниця старої штольні». Знімальні роботи проходили на місці колишніх гірничих робіт у Медзянці  та у початковій школі в Зайончкові.